# بایرون مور
بایرون مور (انگلیسی: Byron Moore؛ زادهٔ ۲۴ اوت ۱۹۸۸) بازیکن فوتبال اهل بریتانیا است.
از باشگاه‌هایی که در آن بازی کرده‌است می‌توان به باشگاه فوتبال کرو آلکساندرا و باشگاه فوتبال پورت ویل اشاره کرد.